# Bengtssonska magasinet

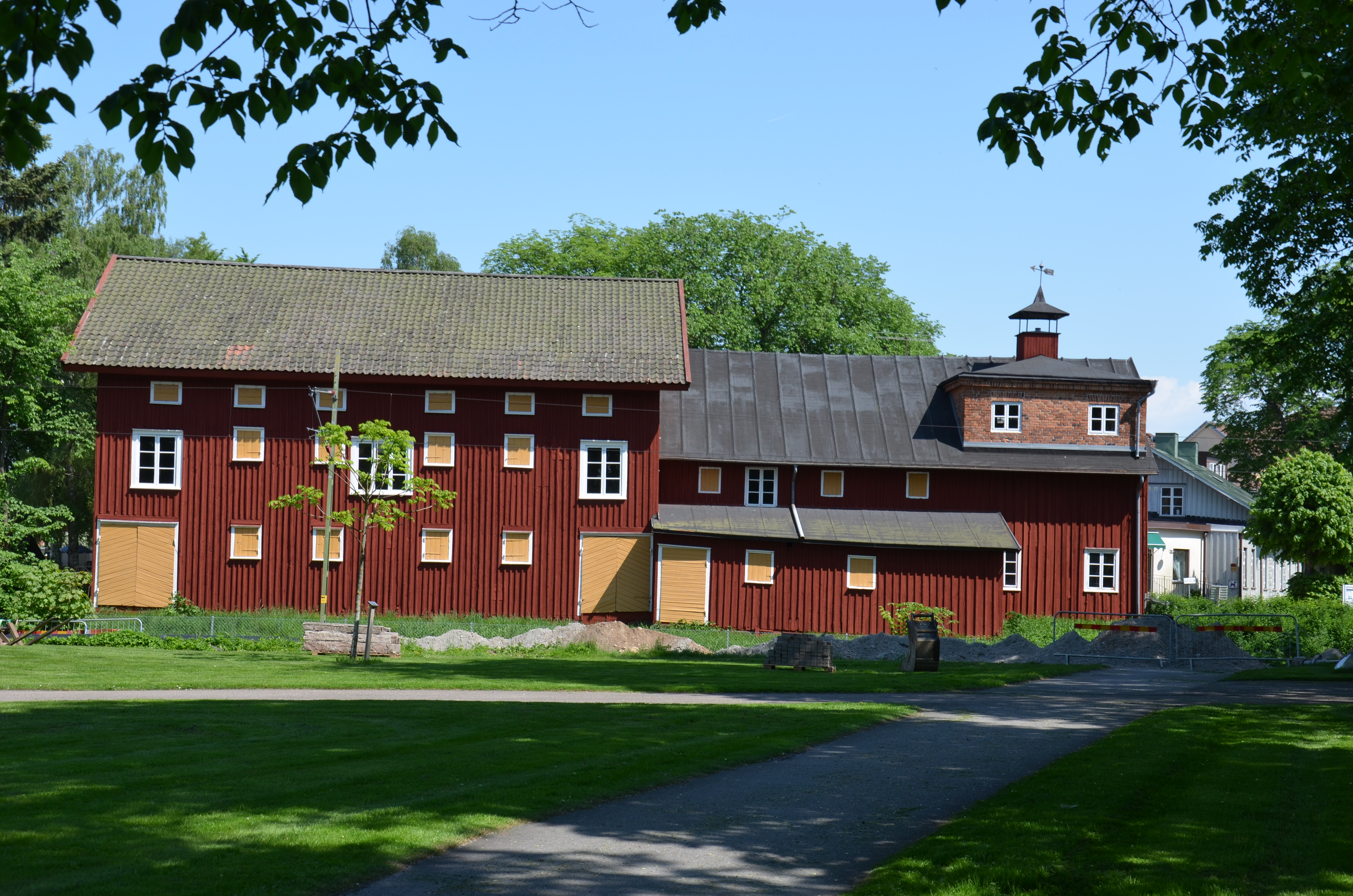
Bengtssonska magasinet

Bengtssonska spannmålsmagasinet är en kulturminnesmärkt byggnad i Vara kommun. Spannmålsmagasinet är byggnadsminne sedan 27 februari 1987.

## Beskrivning
Byggnadsminnet Bengtssonska magasinet ligger centralt i Vara, intill järnvägens östra sida, strax norr om järnvägens korsning med Kyrkogatan/Sveagatan. Magasinet består av en äldre lägre del från 1860-talet som kännetecknas av sitt papptäckta tak och en så kallad torkria av tegel, som sticker upp som ett torn i det västra takfallet. Mot norr har en nyare magasinsbyggnad i tre våningar tillkommit på 1880-talet. Båda byggnaderna är stolpverkskonstruktioner klädda med faluröd panel. På östra sidan om den norra magasinsbyggnaden står en liten låg faluröd byggnad, troligen ett äldre garage för en bil. Taket är välvt och täckt med onduline, sinuspofilerade skivor av tjärpapp/asfaltspapp. Öster om magasinet, på motsatta sidan den grusade uppfarten som löper förbi magasinet, ligger ett församlingshem byggt på 1950-talet.

## Historik
Efter järnvägens ankomst till Vara 1867 byggdes flera spannmålslager på orten. Av de som flest 16 lagren finns idag endast Bengtssonska spannmålsmagasinet kvar. Det byggdes klätt med rödfärgad stående träpanel med början på 1860-talet och med en utbyggnad på 1880-talet. Magasinet ligger intill järnvägen i centrala Vara vid kyrkan och Järnvägsgatan och uppfördes av handelshuset William Thorburns Söner i Uddevalla, vilken under andra hälften av 1800-talet svarade för en ansenlig del av Sveriges export av havre, dåtidens energi för hästanspänd transportindustri.
Magasinet arrenderades senare av spannmålshandlaren Johan Bengtsson, troligen från slutet av 1880-talet. Bengtsson köpte magasinet 1899. Efter hans död 1918 hyrdes magasinet ut till olika spannmålshandlare, under 1940-talet till Lantmännens centralförening. Johan Bengtsson två döttrar testamenterade magasinet till Stiftelsen Vara församlingshem 1947 respektive 1951 och själva magasinsbyggnaden blev museum, men förföll gradvis. I början på 1980-talet upprustades magasinet och det blev byggnadsminne 1987. Det ägs fortfarande av Stiftelsen Vara församlingshem, medan  Vara hembygdsförening svarar för dess skötsel.